# 李国旭
李国旭（1978年4月11日—），出生于辽宁省大连市，是退役中国足球运动员，现任大连英博足球俱乐部主教练。

## 球员生涯
1999年，加盟甲B联赛的重庆红岩。
2000年，加盟陕西国力。
2001年，加盟重庆力帆。在亞洲盃賽冠軍盃对战越南球队公安队的比赛中取得4个进球。
2004年3月，租借加盟阿甲联赛的博卡青年，与球队签了4个月的合同。因脚趾骨在第二个月时断裂，导致没能在联赛中获得出场机会，并于7月时回到重庆。
2007年，加盟成都谢菲联。

## 执教经历
2009年，退役后的李国旭在大连阿尔滨足球俱乐部担任助理教练。自2012年开始，同时执教大连阿尔滨预备队。
2017年，李国旭担任大连超越预备队主教练兼青训总监。8月，原一线队主帅离队，李国旭出任执行教练。 2018年，他正式成为主教练，但因在联赛中遭遇五连败并在足协杯中负于中乙联赛球队四川九牛，大连超越做出换帅决定，波黑籍教练杰罗接替李国旭出任主帅。
2022年，李国旭成为中冠新军大连读行主教练，带领球队以中冠第四名的成绩升入中乙联赛，并在2023、2024赛季完成“三连跳”，升入中超联赛。

## 荣誉

### 俱乐部
大连万达
- 甲A联赛: 1997, 1998
- 超级杯: 1997

陕西国力
- 甲B联赛: 2000